# 존 에드워드 그레이

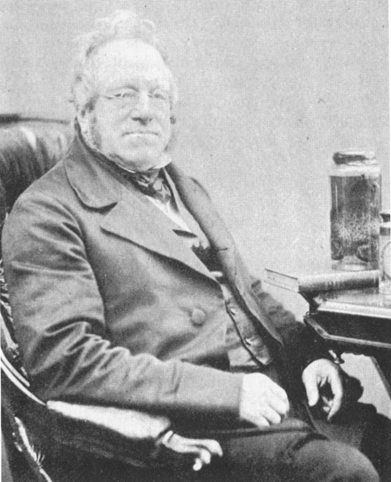
존 에드워드 그레이

존 에드워드 그레이(영어: John Edward Gray, 1800년 2월 12일 - 1875년 3월 7일)는 영국의 동물학자이다. 그는 조지 로버트 그레이의 형이며 약리학자이자 식물학자인 사무엘 프레드릭 그레이 (1766년 ~ 1828년)의 아들이다.
1840년에서 자연 부문이 자연박물관으로 분리된 1874년 크리스마스까지 런던 대영박물관 동물 부분 학예사로 일했다.

## 같이 보기
- 분류:존 에드워드 그레이가 명명한 분류군